# 사이클론 세로자
사이클론 세로자 (Cyclone seroja)는 호주 근해 해역에서 3번째로 가장 사망자가 많은 사이클론이다.

## 사이클론의 진행

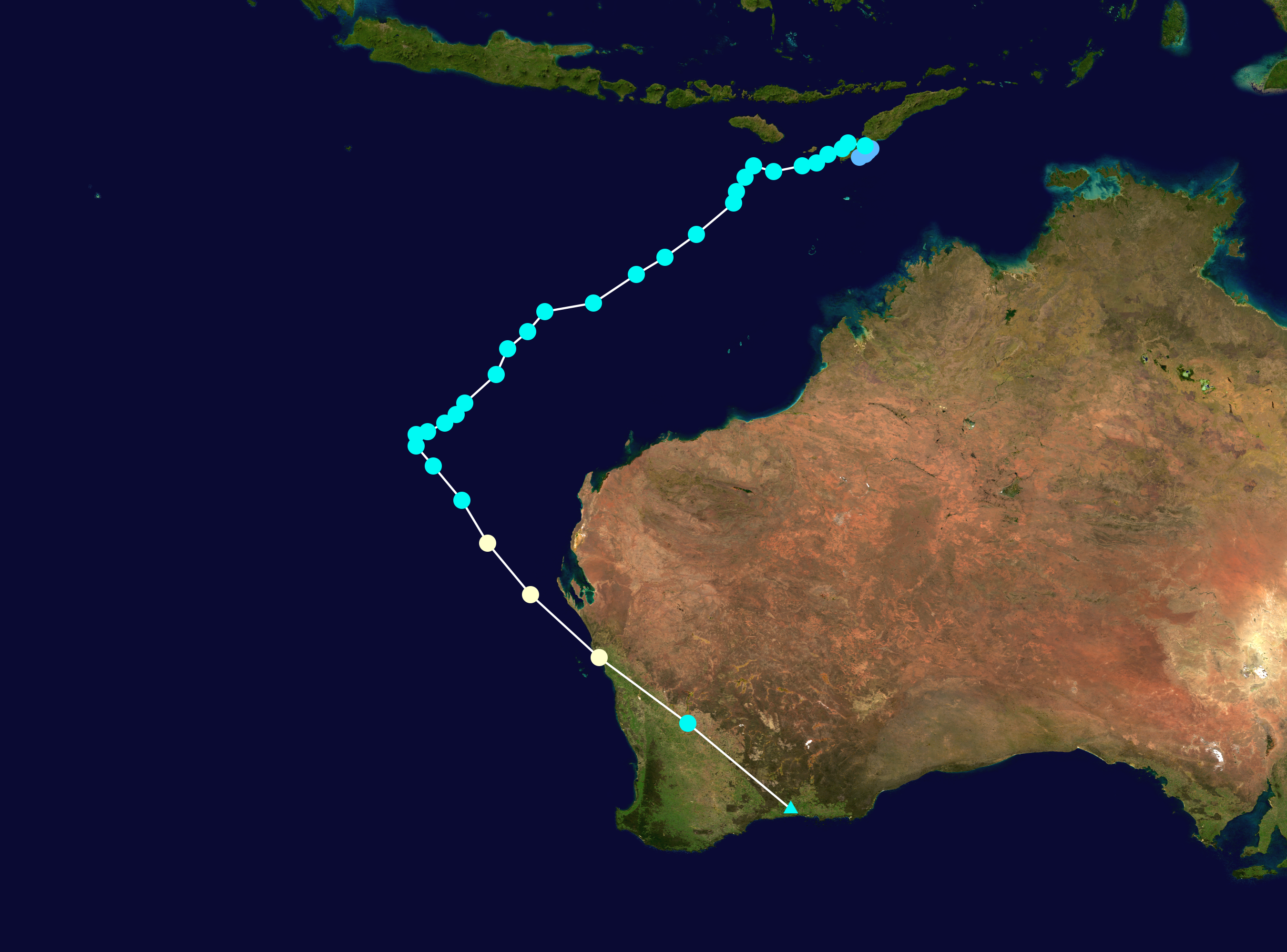
사이클론 세로자의 경로

4월 3일 열대저기압 22U가 티모르섬 남쪽에서 발생하였다.
4월 4일 15시 JTWC는 이 열대저기압의 등급을 열대폭풍으로 강화하고 26S로 명명하였다. 4월 5일 사이클론 세로자는 인도네시아 해안선에서 3km/h의 속도로 서남서쪽으로 계속 이동하였다. 사이클론은 19시에 10분 평균풍속 105km, 최저기압 982hPa의 세력으로 호주 기상청 사이클론 등급 카테고리 2가 되었다.
세로자의 서쪽에 있는 열대저기압 23U (사이클론 오데트)와의 후지와라 효과로 인해 사이클론 세로자의 경로를 예측하기 어려워졌다.
세로자는 이 세력을 약 12시간동안 유지하다
다시 호주 기상청 사이클론 등급 카테고리 1 사이클론으로 약화되었다.
4월 7일 남서쪽 방향으로 계속 이동하며 세력이 약간 강화되었다.
4월 8일 세로자는 다시 약화되었지만 주변에 있는 사이클론 오데트를 흡수하면서 강화되고있었다..
4월 9일 13시에 사이클론 세로자는 사이클론 오데트를 흡수해 다시 호주 기상청 사이클론 등급 카테고리 2로 격상되었다.
4월 10일 세로자는 사이클론 오데트의 나머지를 흡수하고 남동쪽으로 이동하였다.
그날 늦게 세로자는 오데트를 완전히 흡수했고 BoM은 오데트에 대한 최종경보를 발표했다.
세로자는 Gascoyne 지역에 접근하면서 계속 강화했다. 
JTWC는 세로자를 4월 10일 18시에 1분 최대풍속 120km/h의 세력으로 SSHS 카테고리 1 사이클론으로 격상시켰다. 4월 11일 세로자는 호주 기상청 사이클론 등급 카테고리 3으로 격상되며 2020~2021년 오스트레일리아 근해 사이클론 시즌에서 3번째로 강한 사이클론이 되었다.
4월 11일 1분 최대풍속 130km/h, 10분 최대풍속 120km/h, 최저기압 971hPa로 최성기를 맞은 직후 제럴턴 북쪽에 상륙하였다. 세로자는 오스트레일리아에 상륙한후 온대저기압이 되어 소멸하였다.

## 같이 보기
- 2020~2021년 오스트레일리아 근해 사이클론
- 사이클론 오데트